# آن مانی (آلاباما)
آن مانی (به انگلیسی: Anne Manie) یک منطقهٔ مسکونی در ایالات متحده آمریکا است که در شهرستان ویلکاکس، آلاباما واقع شده‌است. آن مانی ۳۴٫۱۴ متر بالاتر از سطح دریا واقع شده‌است.